# Зелений Балоник
Зелений Балоник (пол. Zielony Balonik; дослівно — «зелена кулька») — польське мистецьке кабаре, засноване у жовтні 1905 р. краківськими поетами, письменниками й художниками у цукерні Аполінарія Яна Міхаліка, названій пізніше "Ямою Міхаліка".

Кабаре активно діяло до 1912 р., пізніше відбувалися періодичні вистави до 1915 р.

Вхід на виступи кабаре відбувався виключно за запрошеннями, що робило Зелений Балоник елітарним. 

Глядачі, що не виявляли захвату від вистави, вдруге не запрошувалися.

Вистави Зеленого Балоника мали пісенно-драматичний характер, демонструвалися сатиричні малюнки (найчастіше карикатури), декламувалися вірші.
Характерною рисою репертуару кабаре була відсутність програми: після запланованих номерів присутнім глядачам надавалася можливість представити свою творчість.

## Учасники кабаре
Конферансьє:
- Ян Август Киселевський
- Станіслав Сєрославський.

Автори текстів:
- Вітольд Носковський
- Тадеуш Міхал Закшевський

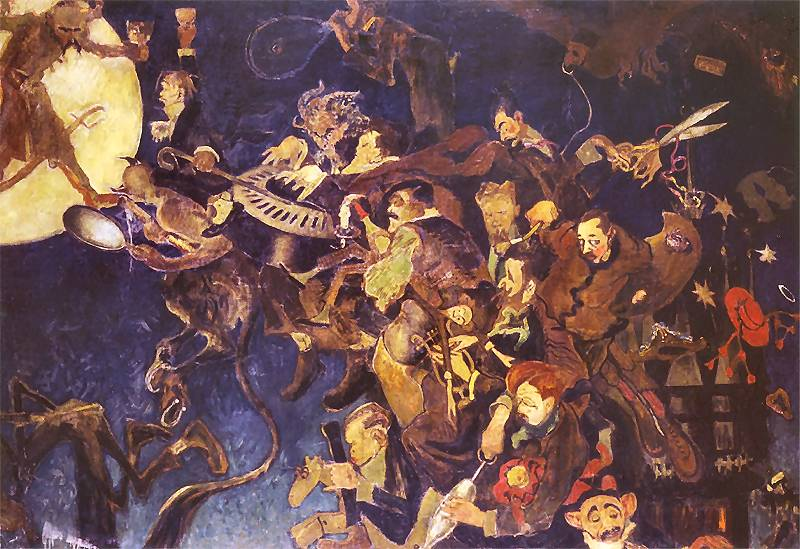
Казимир Сіхульський «Кабаре Зеленого Балоника», 1908.

- Тадеуш Бой-Желенський (з 1906 р.)
- Едвард Лещинський
- Адольф Новачинський
- Леон Шіллер
- Юліуш Остерва.

Графіки і скульптори:
- Вітольд Войткевич
- Кароль Фрич
- Генрик Щиглінський
- Альфонс Карпінський
- Тадеуш Рихтер
- Ігнаци Блашке

та ін.

## Характер творчості
Автори текстів для вистав кабаре (Тадеуш Бой-Желенський і Адольф Новачинський) писали вірші та тексти пісень сатиричного характеру, у яких висміювалися
- міщанство
- консерватизм і рудиментарність традицій Кракова (зокрема, осередок Краківського Ягеллонського університету та його ректора Станіслава Тарновського)
- «театральність» (в оригіналі — пол. «koturnowość», від «koturna») літератури Молодої Польщі
- уявлення про митця як про священнослужителя
- актуальні події із кола митців — літераторів, художників (наприклад, проект Яна Стики щодо зображення панорами на Барбакані)

Рисами світогляду творців Зеленого Балоника були раціоналізм, лібералізм, тяжіння до традиції митця-насмішника.
Творці Зеленого Балоника ніколи не торкались політичних тем: сатиричні твори були спрямовані виключно на культурне життя.

## Зелений Балоник і Яма Міхаліка
Життя кабаре було пов'язане із місцем його заснування та функціонування — кав'ярнею "Яма Міхаліка". Заклад був засновий 1895 р., початково носив назву «Львівська цукерня» і належав Яну Аполінарію Міхаліку, на честь якого кав'ярню було пізніше названо.

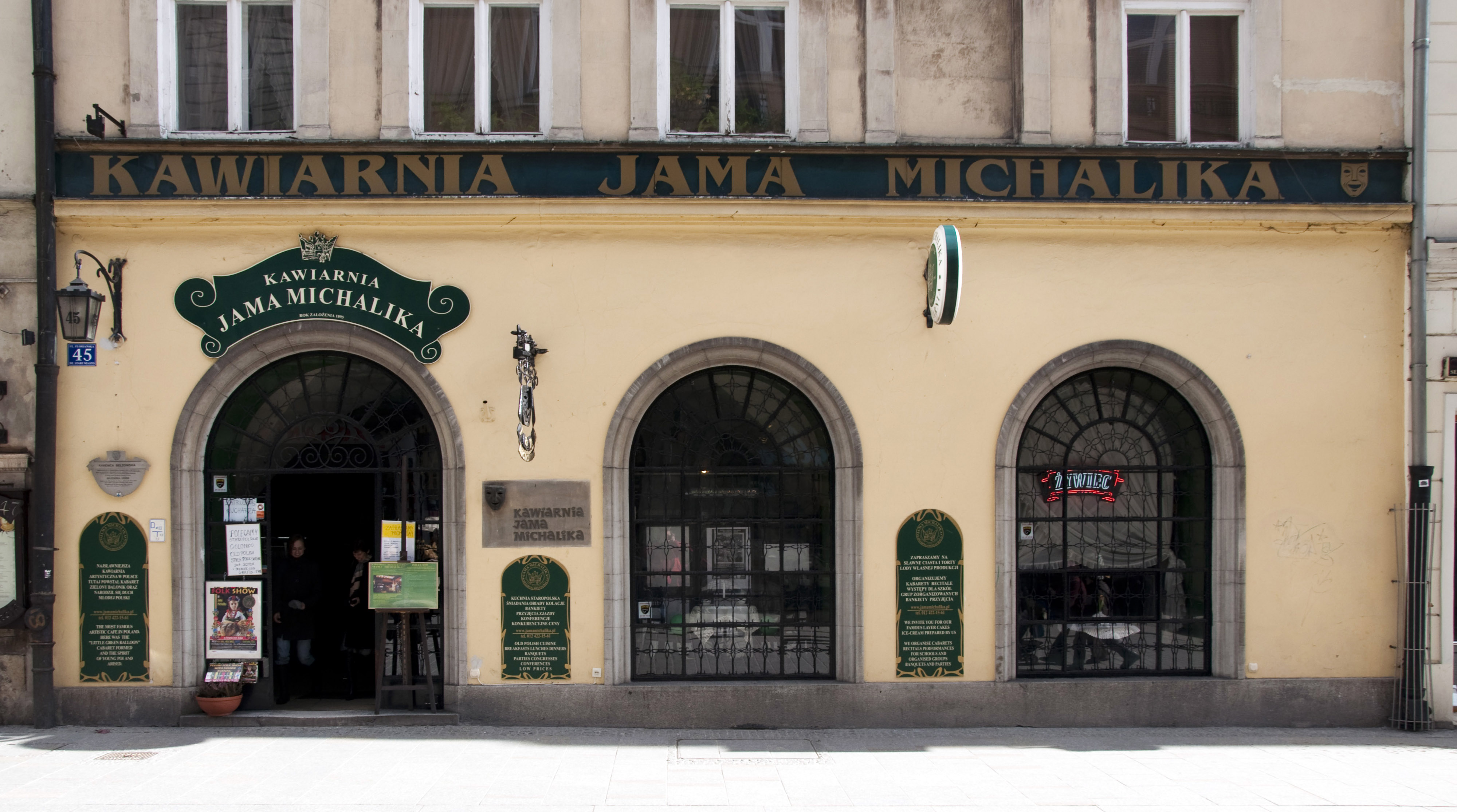
Вхід до кав'ярні «Яма Міхаліка»

Коли 1905 р. у Ямі Міхаліка утворився Зелений Балоник, кав'ярня стала місцем зустрічі нового покоління культурної еліти Кракова.

У проектуванні інтер'єру кав'ярні взяли участь Кароль Фрич і Францішек Мончинський: з'явилися Зелена зала (Фричева зала) i Гірка — зала і сцена кав'ярні. На стінах розміщувалися роботи Кароля Фрича і Казимєжа Сіхульського, фрески, карикатури, у нішах — ляльки і вертеп. Меблі у кав'ярні витримані у стилі сецесії, використовуються вітражі.

На початку ХХ ст. кав'ярню «Яма Міхаліка» відвідали такі визначні особистості як Яцек Мальчевський, Артур Гурський, Станіслав Пшибишевський, Влодзімєж Тетмаєр, Казимєж Пшерва-Тетмаєр, Станіслав Виспянський.

## Сатиричний вертеп

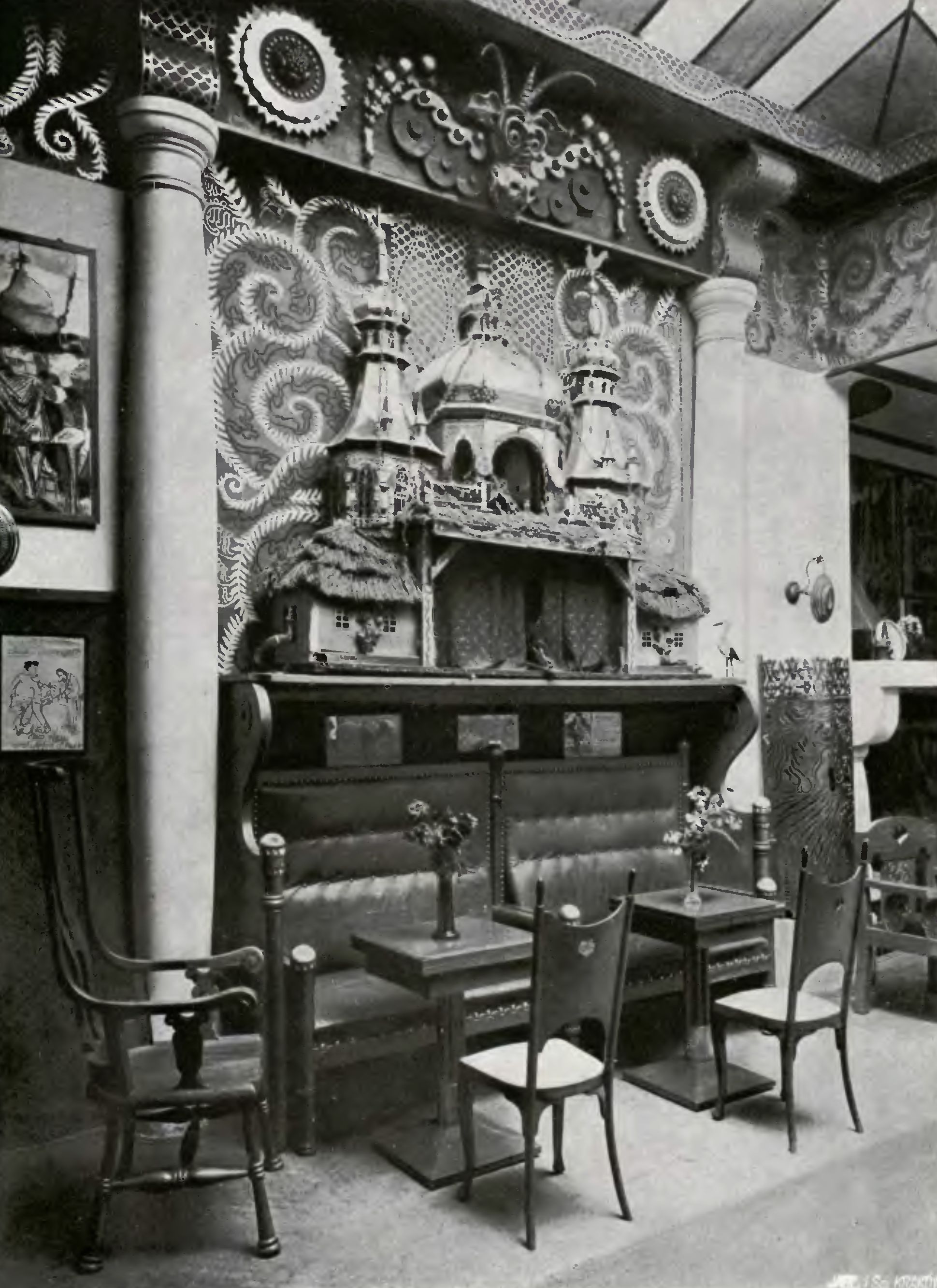
Декорації до новорічного вертепу.

У Ямі Міхаліка митці Зеленого Балоника створили особливий вид дійства, приуроченого до Нового року.
Сатиричний вертеп, або Краківський вертеп (пол. Szopka satyryczna; Szopka krakowska) — новорічні сатиричні вистави кабаре, що відбувалися у 1906, 1907, 1908, 1911 та 1912 рр.

Тексти вертепів 1911 і 1912 рр. вийшли друком. Тематика стосувалася актуальних на той час явищ і подій мистецького середовища.

## Графіка

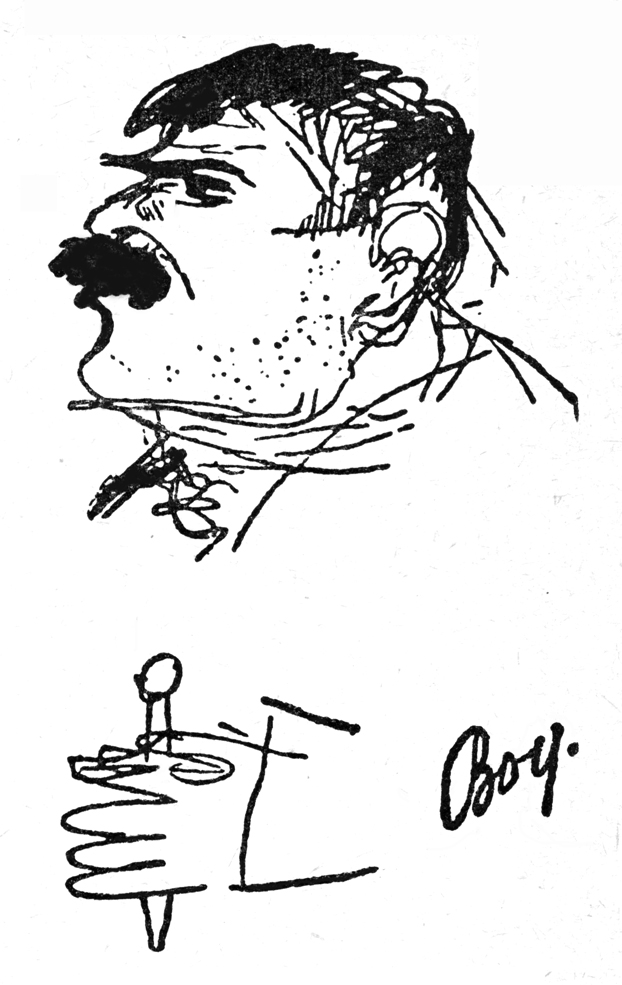
К. Сіхульський, карикатура Тадеуша Боя-Желенського.
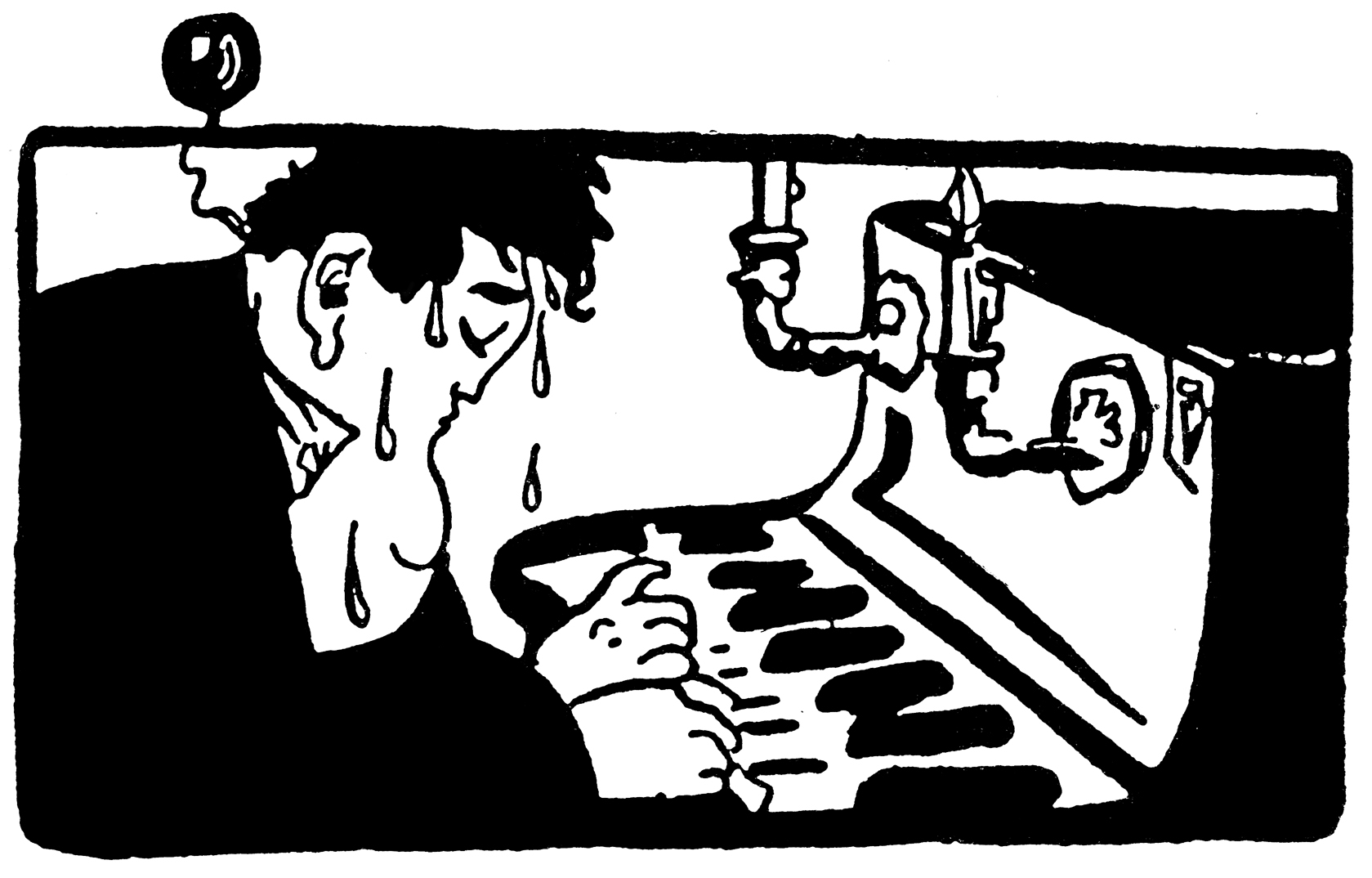
К. Сіхульський, карикатура Вітольда Носковського.
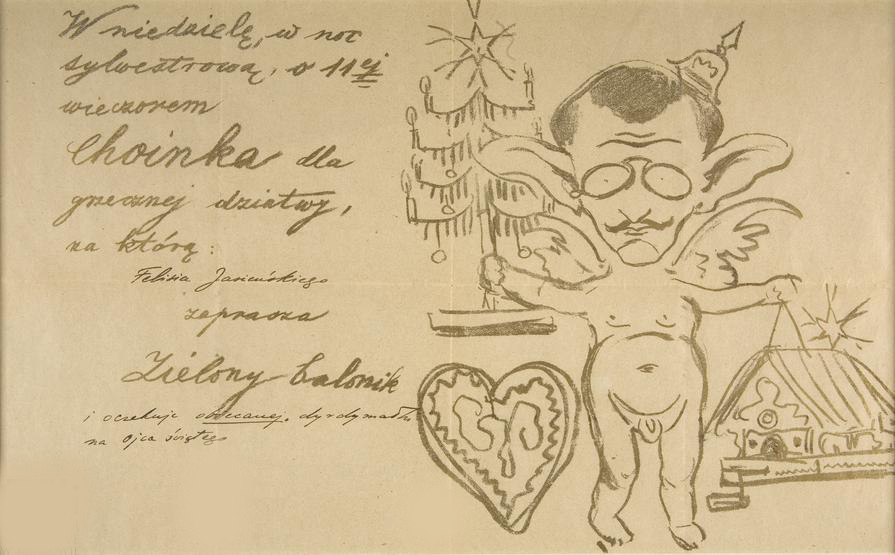
К. Сіхульський, запрошення до "Ями Міхаліка".
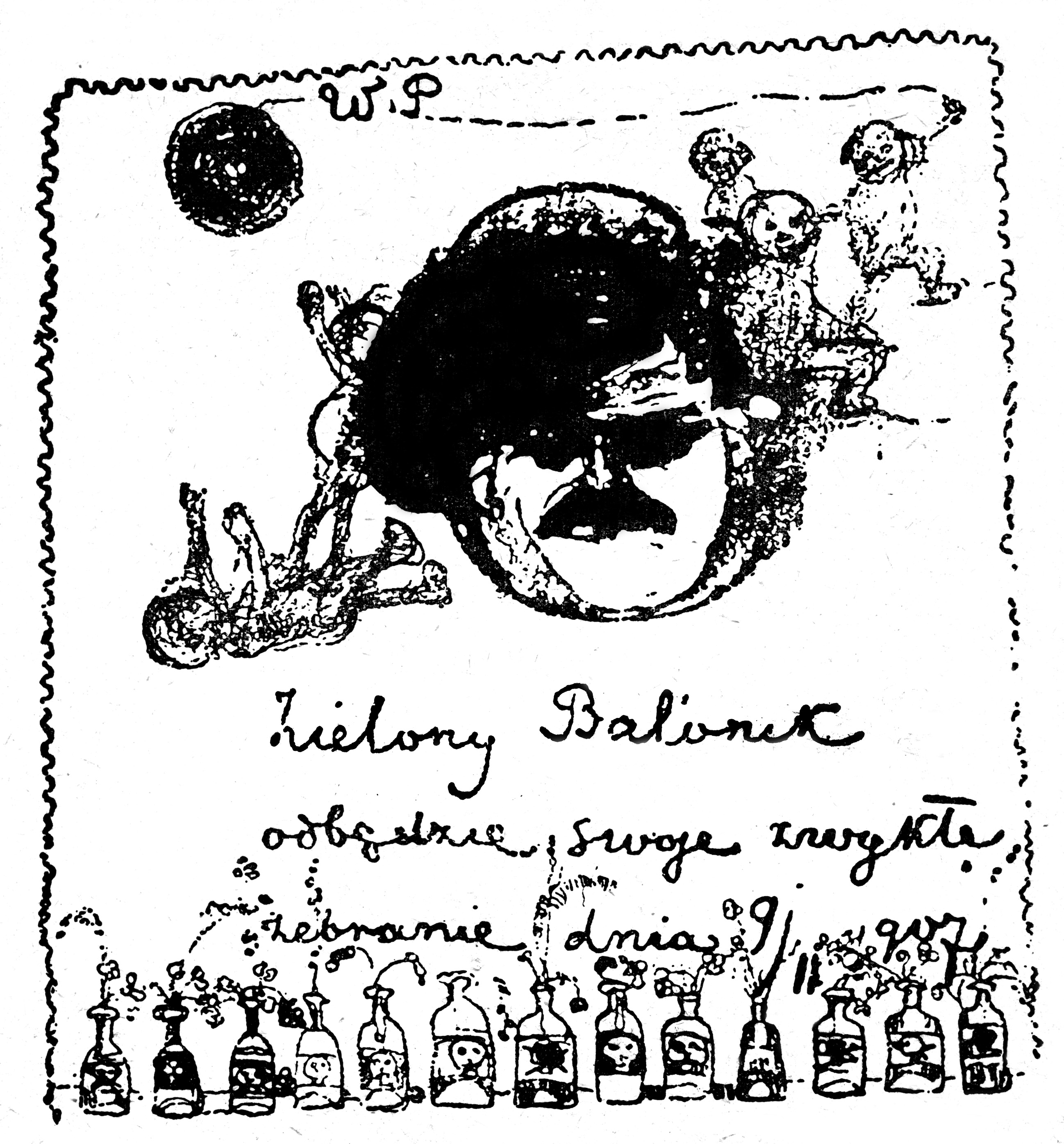
В. Войткевич, запрошення на 9 дистопада 1907 р.
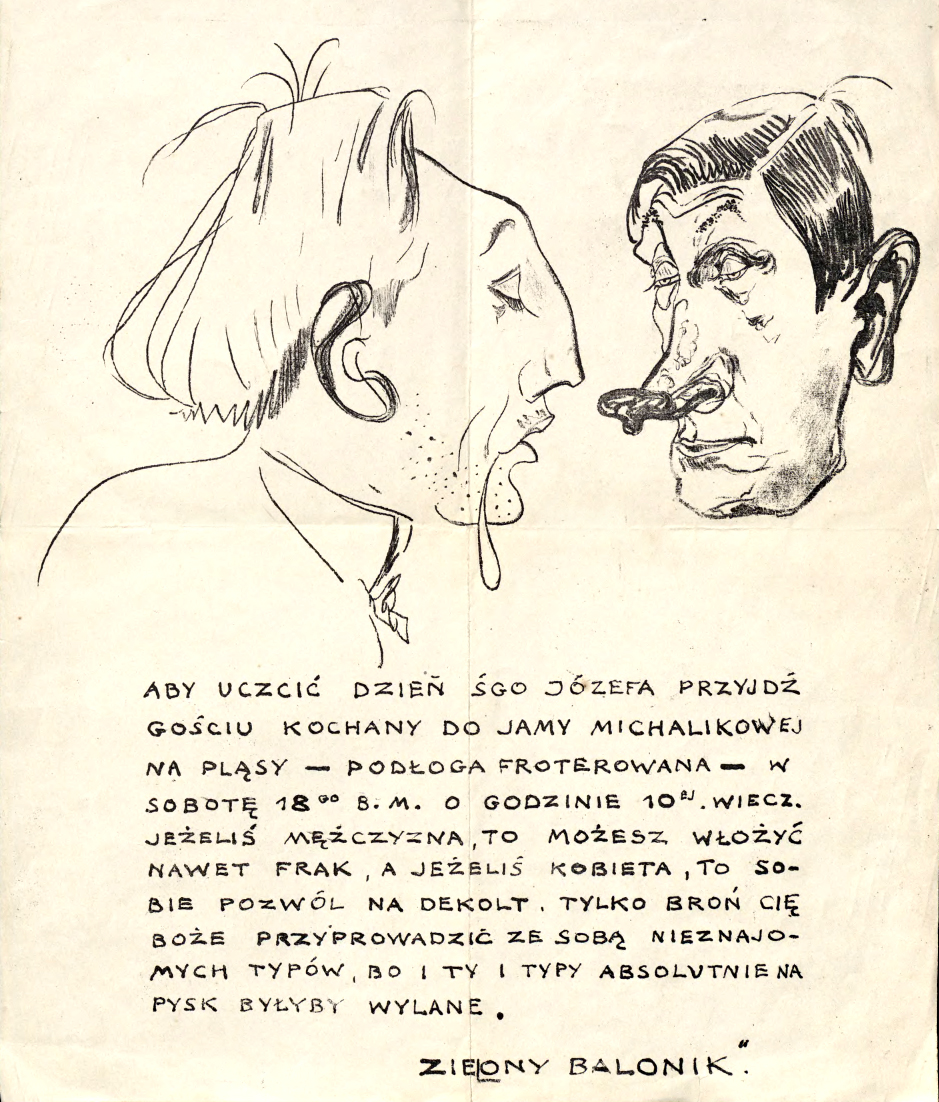
К. Сіхульський, запрошення на день св. Юзефа.
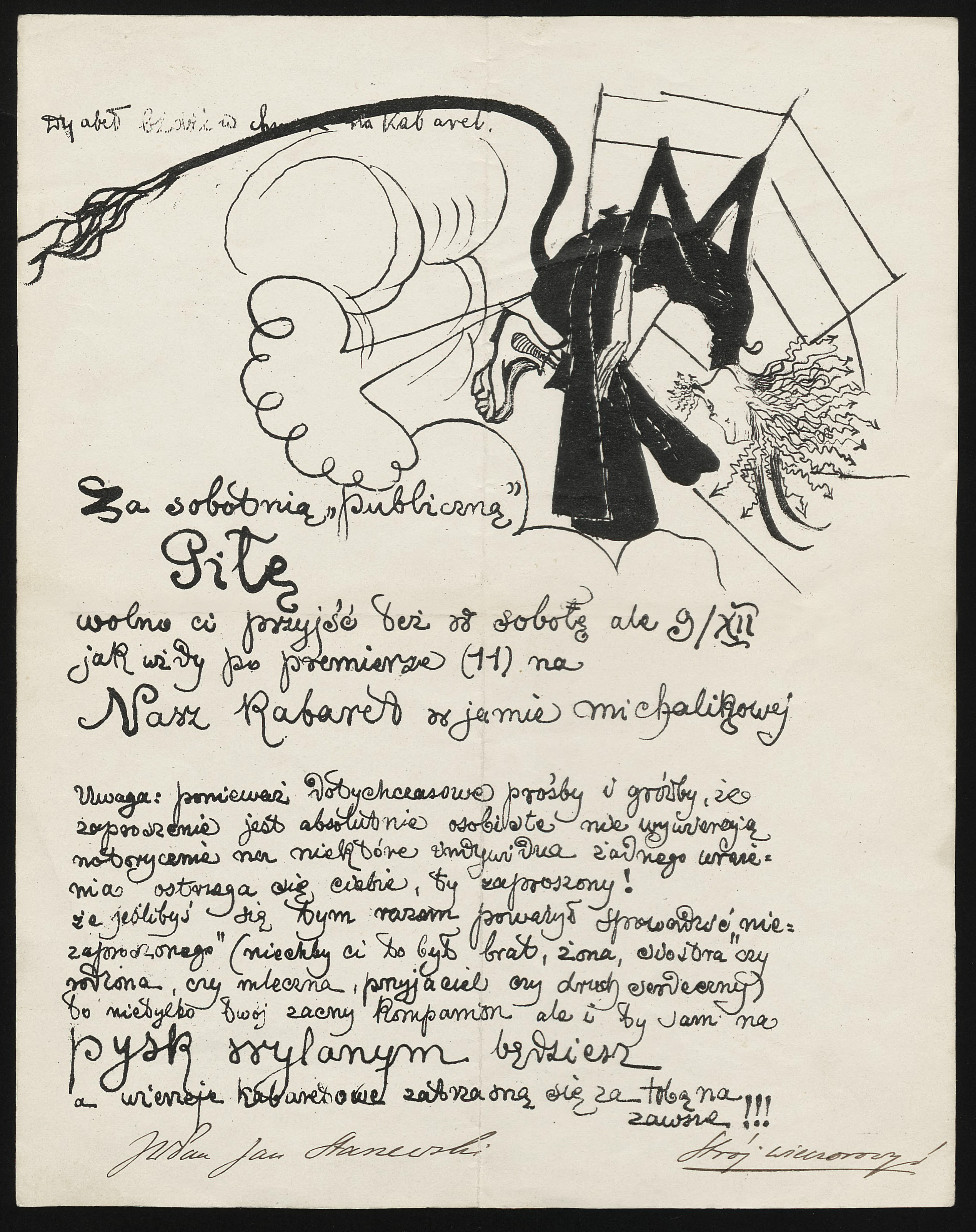
К. Сіхульський, запрошення до Зеленого Балоника.